# Московская Высшая партийная школа
Московская Высшая партийная школа (МВПШ) — высшее учебное партийно-политическое заведение (Высшая партийная школа), созданное в 1978 году под эгидой ЦК КПСС для подготовки руководящих партийных и советских кадров, а также подготовки руководителей средств массовой информации.

## История
В 1978 году Постановлением ЦК КПСС и Совета Министров СССР в Москве под учебно-методическим руководством Высшей партийной школы при ЦК КПСС было создано высшее партийно-политическое заведение под названием Московская Высшая партийная школа, которое занималось подготовкой руководящих партийных и советских кадров, а также подготовки руководителей средств массовой информации
В Московскую высшую партийную школу по рекомендации Московского областного комитета КПСС и МГК КПСС принимались советские, партийные и идеологические работники имеющие членский стаж в КПСС не менее трёх лет, с высшим образованием и в возрасте до сорока лет.

### Учебная структура
В Московской Высшей партийной школе, как и во всей системе высших партийных школ было создано два отделения, первое отделения с двух годичным сроком обучения для получения высшего образования, по окончании которого слушатель получал высшее партийно-политическое образование. Второе отделение для получения среднего образования с четырёх годичным сроком обучения для получения высшего общего и партийно-политического образования. Учебная структура Московской Высшей партийной школы включала в себя заочное отделение, курсы повышения квалификации советских и партийных кадров, а так же одиннадцать основных профильных кафедр:
- Кафедра истории КПСС
- Кафедра политэкономии
- Кафедра марксистско-ленинской философии
- Кафедра научного коммунизма
- Кафедра партийного строительства
- Кафедра советского государственного строительства и права
- Кафедра международного коммунистического, рабочего и национально-освободительного движения
- Кафедра экономики и организации промышленного производства
- Кафедра экономики и организации сельскохозяйственного производства
- Кафедра журналистики
- Кафедра русского языка и литературы.

### Новейшая история
31 октября 1990 года Решением Центрального комитета Коммунистической партии РСФСР № 39 «О преобразовании Московской высшей партийной школы» на базе Московской Высшей партийной школы был создан Институт общественно-политических проблем при ЦК КП РСФСР. 27 марта 1991 года институт был переименован в Российский социально-политический институт при ЦК КП РСФСР. 25 ноября 1991 года Постановлением Правительства Российской Федерации № 15 Российский социально-политический институт при ЦК КП РСФСР был переименован в Российский государственный социальный институт, с 1 июля 1994 года начал носить название — Московский государственный социальный университет. 1 июля 2004 года Московский государственный социальный университет получил  название — Российский государственный социальный университет.